# ويليام وايد (سياسي إنجليزي)
السير ويليام وايد (1546 - 21 أكتوبر 1623) هو رجل دولة وسياسي إنجليزي، وكان المُلازم المسؤول عن برج لندن، عاش وايد في باريس وكثيرا ما قدم معلومات سياسية إلى وليام سيسيل